# Юзеф Панкевич
Юзеф Панкевич (польськ. Józef Pankiewicz; 29 листопада 1866, Люблін, Польща - 4 липня 1940, Ла-Сьйота, Франція) - польський художник, графік і педагог.  

## Біографія
Він був сином Адама Панкевича (1808–1883) та Ядвіги Гелені, уродженої Ейхлер (1827–1904), доньки Кароля Фердинанда Ейхлера.  
У 1884-1885 роках навчався у варшавському Класі малюнка (Академії) під керівництвом Войцеха Герсона та Олександра Калинського. Потім разом із Владиславом Підковинським їде до Санкт-Петербурга, де отримує стипендію для навчання в Імператорській Академії мистецтв.  
У 1889 році обидва молоді художники їдуть до Парижа, де на Панкевича чекає перший великий успіх: його написана в реалістичній манері картина «Ринок на площі за залізною брамою» завойовує срібну медаль на паризькій Всесвітній виставці. У Парижі Панкевич знайомиться із творчістю імпресіоністів і, повернувшись 1890 року у Варшаву, пропагує на батьківщині цей новий художній стиль.  
Написане в імпресіоністській манері полотно «Квітковий ринок перед церквою Св. Магдалени в Парижі» (1890) викликає схвальні відгуки художньої критики. Потім у Панкевича настає період захоплення символізмом, про що свідчать його роботи «Ринок Старого М'яста у Варшаві вночі» (1892), «Нічна доріжка» (1893), «Лебеді у ставку» (1894). Наприкінці 90-х років ХІХ століття художник створює серію портретів, серед яких і «Портрет пані Одерфельд із донькою» (1897), який завоював золоту медаль на паризькій Всесвітній виставці. 
У 1897 році художник вступає до краківського Товариства польських художників «Мистецтво». У 1897-1906 роках подорожує Німеччиною, Італією, Францією, Англією, Бельгією та Нідерландами. У 1906 році він стає професором Академії образотворчих мистецтв у Кракові.  
У 1908 році одружився з Вандою Марією Люблінською (1864–1957), яка розлучилася заради нього і прийняла лютеранство.  
У тому ж 1908 році їде до Франції, де пише ряд пейзажів та натюрмортів під впливом творчості Поля Сезанна, знайомиться з художником П'єром Боннаром. Першу світову війну митець зустрічає в Іспанії. Перебування в цій країні тривало кілька років. У цей час Панкевич знайомиться з новою течією в образотворчому мистецтві – кубізмом. Від цього періоду збереглася низка «іспанських» полотен Панкевича. Після війни майстер живе у Парижі, де зближується з постімпресіоністами, підтримує паризьку групу польських художників – капістів.  
У 1923 році Панкевич повертається до Кракова, знову викладає в Академії, а з 1925 року очолює її філію в Парижі. У цей творчий період художник пише переважно натюрморти. Серед його учнів були Юзеф Чапський та Зигмунт Валішевський. 
Помер 4 липня 1940 року у французькому  м. Ла-Сьйота. 

## Ордени та нагороди
- Командорський хрест Ордена Відродження Польщі (10.11.1933).
- Золотий академічний лавр (07.11.1936).